# Bekithemba Ndlovu
Bekithemba Ndlovu (Bulawayo, 9 agosto 1976) è un ex calciatore zimbabwese, di ruolo difensore.

## Caratteristiche tecniche
Era un difensore centrale.

## Carriera

### Club
Nel 2004, dopo aver giocato in patria con l'Highlanders, si è trasferito in Sudafrica, al Moroka Swallows. Nel 2005 è passato al Silver Stars (diventato Platinum Stars nel 2007). Nel 2009 è tornato in patria, al Bantu Rovers. Nel 2010 è stato acquistato dal Gunners. Nel 2011 si è accasato all'Highlanders.

### Nazionale
Ha debuttato in Nazionale nel 2000. Ha partecipato, con la Nazionale, alla Coppa d'Africa 2004 e alla Coppa d'Africa 2006. Ha collezionato in totale, con la maglia della Nazionale, 20 presenze e una rete.